# Mitsuki Saito
Pour les articles homonymes, voir Saito.
Mitsuki Saito (齊藤 未月, Saitō Mitsuki), né le 10 janvier 1999 à Fujisawa au Japon, est un footballeur japonais. Il évolue au poste de milieu défensif au Shonan Bellmare.

## Biographie

### Shonan Bellmare
Né à Fujisawa au Japon, Mitsuki Saito est formé au Shonan Bellmare. Alors qu'il n'a que 16 ans, il est titularisé le 5 septembre 2015, à l'occasion d'un match de Coupe de l'Empereur, contre l'équipe du Toin University of Yokohama. Ce jour-là, les siens s'imposent par quatre buts à trois. Le 24 avril 2016, il joue son premier match dans l'élite du football japonais, lors d'une rencontre face à l'Omiya Ardija. Ce jour-là, il entre en jeu en cours de partie, et son équipe s'incline par un but à zéro. Le 22 septembre de la même année, il inscrit son premier but en professionnel, lors d'un match de Coupe de l'Empereur face au Tokushima Vortis. Il marque le troisième but de son équipe, qui s'impose largement par quatre buts à zéro.
Le Shonan Bellmare est par la suite relégué en J. League 2, ce qui permet à Saito d'être davantage utilisé et de devenir un membre à part entière de l'équipe. Le club parvient à remonter en première division au bout d'une saison, et se voit même sacré Champion de J-League 2, ce qui constitue le premier titre de la carrière de Saito, qui joue un rôle important en participant à trente matchs de championnat. Il redécouvre ainsi la J. League 1 la saison suivante. 
Le 18 mars 2018, il joue son premier match pour son retour en J. League 1, lors de la quatrième journée contre le FC Tokyo. Il entre en jeu ce jour-là, et son équipe est battue sur le score de 1-0.

### Prêts
Le 14 décembre 2020 est annoncé le transfert de Mitsuki Saito au club russe du Rubin Kazan où il est prêté avec option d'achat pour un an et demi. Notamment handicapé par une blessure aux tendons du genou à la mi-février 2021, il doit attendre le 12 août suivant pour faire ses débuts avec le club à l'occasion du match retour du troisième tour de qualification de la Ligue Europa Conférence, finalement perdue face au Raków Częstochowa. Il dispute par la suite deux matchs en championnat avant que son prêt ne soit interrompu de manière anticipée le 31 août 2021, le Rubin ayant alors trop de joueurs étrangers dans son effectif.
Le 7 janvier 2022, Mitsuki Saito est prêté pour un an au Gamba Osaka.
Le 4 janvier 2023 Saito est de nouveau prêté pour un an, cette fois-ci au Vissel Kobe.

### En équipe nationale
Avec les moins de 18 ans, il joue quatre matchs de 2015 à 2016, tous en tant que titulaire.
Avec les moins de 19 ans, il participe au championnat d'Asie des moins de 19 ans en 2018. Lors de cette compétition, il joue trois matchs, officiant comme capitaine contre la Thaïlande. Le Japon s'incline en demi-finale face à l'Arabie saoudite.
Avec l'équipe du Japon des moins de 20 ans, Mitsuki Saito participe à la Coupe du monde des moins de 20 ans en 2019. Lors de cette compétition organisée en Pologne, il officie comme capitaine et joue l'intégralité des matchs de son équipe. Le Japon est éliminé en huitièmes de finale par la Corée du Sud, futur finaliste de la compétition.

## Palmarès
Shonan Bellmare
- Champion de J-League 2 en 2017
- Vainqueur de la Coupe de la Ligue en 2018